# Windowstangent

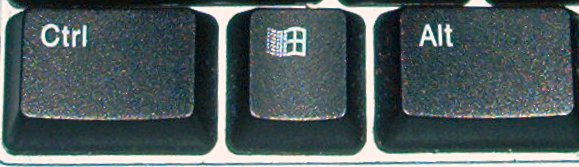
En Windowstangent mellan CTRL-tangenten och Alt-tangenten.

En windowstangent (informellt windowsknapp) är en tangent på ett fysiskt tangentbord. Den infördes efter introduktionen av operativsystemet Windows 95 och dess huvudfunktion är att aktivera startmenyn, som är en meny med viktiga eller ofta använda program. Att trycka på windowstangenten har således samma effekt som att klicka på startknappen, vilket är en klickbar skärmyta i aktivitetsfältet som funnits i Microsoft Windows sedan Windows 95. Informellt kallas windowstangeten ofta för windowsknapp, och i sällsynta fall används termen även för den virtuella startknappen.
Det finns ett stort antal kortkommandon som aktiveras genom att trycka windowstangenten i kombination med någon bokstavstangent. Bland dessa kan nämnas "Win+D", som visar skrivbordet (desktop), "Win+L", som låser datorn (lock) och "Win+E", som startar Utforskaren (Explorer).
Windowstangenten finns på två platser på fullstora tangentbord. Den är vanligen placerad till vänster mellan Ctrl och Alt och till höger mellan Alt Gr och Ctrl. Ej fullstora tangentbord har ofta endast en windowstangent men kan även, i numera sällsynta fall, sakna den helt.
Vissa användare, och särskilt aktiva datorspelare, är intresserade av att inaktivera windowstangenten. Anledningen är att det aktiva programmet avbryts då startmenyn visas. Inaktiveringen kan genomföras med hjälp av mjukvara, eller genom att fysiskt avlägsna windowstangenten från tangentbordet.